# Rubén Glaria
Rubén Oscar Glaría (Bella Vista, 1948. március 10. –) válogatott argentin labdarúgó, hátvéd.

## Pályafutása

### Klubcsapatban
1968 és 1975 között a San Lorenzo, 1975 és 1979 között a Racing Club, 1980-ban a Sarmiento, 1981-ben ismét a San Lorenzo labdarúgója volt. A San Lorenzo csapatával három bajnoki címet szerzett.

### A válogatottban
1973–74-ben kilenc alkalommal szerepelt az argentin válogatottban. Részt vett az 1974-es NSZK-beli világbajnokságon.

## Sikerei, díjai
San Lorenzo
- Argentin bajnokság
  - bajnok (3): 1968, 1972, 1974